# Valledupar Fútbol Club
Il Valledupar Fútbol Club è una società di calcio colombiana, con sede nella città di Valledupar e fondata nel 2003.